# وندا کساکیویکز

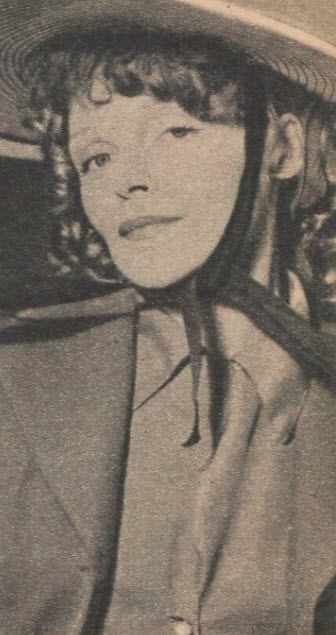
وندا کساکیویکز، بازیگر تئاتر اهل فرانسه - ۱۹۴۸

وندا کساکیویکز (زادهٔ ۱۹۱۷ – درگذشتهٔ ۱۹۸۹) اهل فرانسه، بازیگر تئاتر و یکی از معشوقه‌های سیمون دو بووار و سارتر بود. او که خواهر کوچکتر اولگا کساکیویکز بود ابتدا مثل خواهرش با سارتر و بووار وارد یک رابطه عشقی سه نفره شد اما مدتی بعد به سمت آلبر کامو برگشت و معشوقه او شد. سارتر بعداً نوشت که دلیل اختلافش با آلبر کامو همین مسئله بوده است.